# Chlorissa anomala
Chlorissa anomala är en fjärilsart som beskrevs av W. Warren 1896. Chlorissa anomala ingår i släktet Chlorissa och familjen mätare. Inga underarter finns listade i Catalogue of Life.